# Ночаци (Палермо)
Ночаци је насеље у Италији у округу Палермо, региону Сицилија.
Према процени из 2011. у насељу је живело 23 становника. Насеље се налази на надморској висини од 977 м.